# Tell (Poker)
Als Tell (engl. erzählen) bezeichnet man die erkennbare Änderung des Verhaltens eines Pokerspielers, die Rückschlüsse auf seine Bewertung seiner Karten erlaubt. Geübte Pokerspieler können diese Tells auch als Bluff einsetzen, um durch bewusste Aktionen oder schauspielerische Fähigkeiten den Gegner zu täuschen. Das Gegenstück dazu nennt man Pokerface.
Bei den Tells werden von Autoren von Pokerhandbüchern mehrere Kategorien unterschieden:

## Live Tells
Ein Tell, als Gegenteil zum Pokerface, kann sich unterschiedlich äußern, beispielsweise in einer physischen Reaktion des Spielteilnehmers auf die Karten. Ein Tell wird verwendet, um den oder die anderen Pokerspieler zu „lesen“, d. h. seine Karten zu erahnen und seine Spielweise zu erkennen. Festzustellen sind Live Tells besonders an folgenden Merkmalen:

### Augen und Mimik
Die Augen eines jeden Spielers werden häufig als Orientierungspunkt genutzt. Das ist einer der Gründe, warum Pokerspieler oft Sonnenbrillen tragen. Man sagt auch, dass mehrmaliges und langes Betrachten der Karten für ein schlechtes Blatt steht. Kommt ein Flop von einer Spielkartenfarbe und ein Spieler prüft seine Starthand, hat er wahrscheinlich nur eine Karte der Farbe.
Es gilt ebenso als auffällig, wenn ein Spieler nach neuen Karten einen kurzen Blick auf seine Chips wirft (ein Zeichen, dass er gerade gute Karten gezogen hat und gleich erhöhen wird) bzw. ob der Spieler den Gegner direkt ansieht (gilt als Bluffindiz) oder wegsieht.
Häufig fixiert ein Spieler auch die Karte, die ihm von Nutzen ist, länger als die Anderen.

### Verbalverhalten
Ein weiterer Tell ergibt sich aus dem  Verbalverhalten. Viele Spieler wirken uninteressiert oder gelangweilt und abwesend, wenn sie gute Karten vor sich haben. Sie spielen sehr zögerlich und legen eine unsichere Spielweise an den Tag, warten zum Beispiel lange, bevor sie ihre Einsätze machen.

### Nervosität und Allgemeine Befindlichkeit
Zitternde Hände sind vor allem bei Spielern mit wenig Chips ein deutliches Indiz für gute Karten, da diese Spielsituation für den Spieler entscheidend sein kann. Weitere Tells dieser Kategorie können sein:
- auf den Tisch trommeln
- allgemeine Laune (gute Laune kommt von guten Karten)
- Schweißausbruch, schneller Puls an der Schlagader (daher tragen einige Spieler Kapuzenpullover)

### Sonstiges
Auch aus weiteren Verhaltensmerkmalen während des Spieles lassen sich vermeintliche Rückschlüsse auf die gegnerischen Karten ziehen. So können etwa die gesamte Gestik, die Körperhaltung, die Art des Chipstapelns oder das kurzzeitige Anhalten des Atems Indizien für Wertigkeit der Karten oder der Versuch eines Bluffs sein.

## Online Tells
Auch beim Internetpoker gibt es Tells, diese haben stark mit der Schnelligkeit der Entscheidungen zu tun. Normalerweise bedeutet schnelles Callen ein Ankreuzen des Kästchens „Call any“ und deutet auf ein Draw hin. Aus der Flop Percentage kann man Rückschlüsse ziehen wie „loose“ der Tisch ist. Da es auch hier Chat-Boxen gibt, lassen sich aus der Redeweise Rückschlüsse wie im Live-Spiel ziehen. Ein weiteres Indiz einer starken Hand kann das extrem lange Warten eines Spielers, gefolgt von einer starken Erhöhung sein. Mit diesem sogenannten Reverse-Tell könnte er versuchen, eine schwache Hand zu vermitteln, bzw. dass er lange für seine Entscheidung brauchte, da er sich nicht sicher war, ob seine Hand stark genug sei.

## Setzverhalten
Das Setzverhalten eines Spielers, in der Literatur auch betting patterns genannt,  gilt als einer der wichtigsten Indizien seiner Hand überhaupt. So erhöhen einige Spieler z. B. nur ihre Starthand, wenn sie ein hohes Paar haben. Damit kann man bei ihnen einige Hände gleich ausschließen. Das Setzverhalten wird manchmal unter „Tells“ aufgelistet, bildet aber bei manchen Autoren von Pokerratgebern eine eigene Kategorie.